# فؤاد عمر بن الشيخ أبو بكر
فؤاد عمر بن الشيخ أبو بكر هو سياسي يمني، تولى منصب  وزير الأوقاف والإرشاد ‏ في حكومة خالد بحاح منذ 7 نوفمبر 2014.
| المناصب السياسية    | المناصب السياسية                       | المناصب السياسية     |
| ------------------- | -------------------------------------- | -------------------- |
| سبقه حمود محمد عباد | وزير الأوقاف والإرشاد ‏ 7 نوفمبر 2014 - | تبعه أحمد ذبيان عطية |